# Arquidiocese de Saint Paul e Minneapolis
A Arquidiocese de Saint Paul e Minneapolis (Archidiœcesis Paulopolitana et Minneapolitana) é uma circunscrição eclesiástica da Igreja Católica situada em Saint Paul, Minnesota, Estados Unidos. Seu atual arcebispo é Bernard Anthony Hebda. Sua Sé é a Catedral de São Paulo.
Possui 187 paróquias servidas por 462 padres, contando com 3 368 853 habitantes, com 26,1% da população jurisdicionada batizada.

## História
A diocese de Saint Paul foi erigida em 19 de julho de 1850, recebendo o território das dioceses de Dubuque e de Milwaukee (atualmente ambas arquidioceses).
Originalmente sufragânea da Arquidiocese de Saint Louis, em 12 de fevereiro de 1875 passou para a província eclesiástica de Milwaukee. No mesmo dia cede uma parte de seu território em vantagem da ereção do Vicariato Apostólico de Minnesota Setentrional (hoje diocese de Saint Cloud).
Em 12 de agosto de 1879 cede outra parte do território em vantagem da ereção do Vicariato Apostólico de Dakota (atual diocese de Sioux Falls).
Em 4 de maio de 1888 é elevada à dignidade de arquidiocese metropolitana.
Cedeu muitas outras partes do seu território em vantagem da ereção de novas dioceses:
- em 26 de novembro de 1889 para a diocese de Winona;
- em 18 de novembro de 1957 para a diocese de New Ulm.

Em 11 de julho de 1966 assume o nome atual.

## Prelados
| #                        | Nome                         | Período    | Notas                                  |
| Arcebispos               | Arcebispos                   | Arcebispos | Arcebispos                             |
| ------------------------ | ---------------------------- | ---------- | -------------------------------------- |
| 9º                       | Bernard Anthony Hebda        | 2016-atual |                                        |
| 8º                       | John Clayton Nienstedt       | 2008-2015  |                                        |
| 7º                       | Harry Joseph Flynn           | 1995-2008  |                                        |
| 6º                       | John Robert Roach †          | 1975-1995  |                                        |
| 5º                       | Leo Binz †                   | 1961-1975  |                                        |
| 4º                       | William Otterwell Brady †    | 1956-1961  |                                        |
| 3º                       | John Gregory Murray †        | 1931-1956  |                                        |
| 2º                       | Austin Dowling †             | 1919-1930  |                                        |
| 1º                       | John Ireland †               | 1888-1918  |                                        |
| Arcebispos-coadjutores   |                              |            |                                        |
|                          | John Clayton Nienstedt       | 2007-2008  |                                        |
|                          | Harry Joseph Flynn           | 1994-1995  |                                        |
|                          | Leo Christopher Byrne        | 1967-1974  | faleceu                                |
|                          | William Otterwell Brady      | 1956       |                                        |
| Bispo-auxiliar           |                              |            |                                        |
|                          | Kevin Thomas Kenney          | 2024-      | Atual                                  |
|                          | Michael John Izen            | 2023-      | Atual                                  |
|                          | Joseph Andrew Williams       | 2021-2024  | Nomeado Bispo coadjutor de Camden      |
|                          | Andrew Harmon Cozzens        | 2013-2021  | Nomeado Bispo de Crookston             |
|                          | Lee Anthony Piché            | 2009-2015  |                                        |
|                          | Richard Edmund Pates         | 2000-2008  | Nomeado Bispo de Des Moines            |
|                          | Frederick Francis Campbell   | 1999-2004  | Nomeado Bispo de Columbus              |
|                          | Lawrence Harold Galês        | 1991-1999  |                                        |
|                          | Joseph Leo Charron, C.Pp.S.  | 1989-1993  | Nomeado Bispo de Des Moines            |
|                          | Robert James Carlson         | 1983-1994  | Nomeado Bispo coadjutor de Sioux Falls |
|                          | James Richard Ham, MM        | 1980-1990  |                                        |
|                          | William Henry Bullock        | 1980-1987  | Nomeado Bispo de Des Moines            |
|                          | Paul Vincent Dudley          | 1976-1978  | Nomeado Bispo de Sioux Falls           |
|                          | John Francis Kinney          | 1976-1982  | Nomeado Bispo de Bismark               |
|                          | Raymond Alphonse Lucker      | 1971-1975  | Nomeado Bispo de New Ulm               |
|                          | John Robert Roach            | 1971-1975  | Elevado a Arcebispo                    |
|                          | James Patrick Shannon        | 1965-1968  |                                        |
|                          | Gerald Francis O'Keefe       | 1961-1966  | Nomeado Bispo de Davenport             |
|                          | Leonard Philip Cowley        | 1957-1973  |                                        |
|                          | James Joseph Byrne           | 1947-1956  | Nomeado Bispo de Boise City            |
|                          | John Jeremiah Lawler         | 1910-1916  | Nomeado Bispo de Rapid City            |
| Bispos                   |                              |            |                                        |
| 3º                       | John Ireland †               | 1884-1888  |                                        |
| 2º                       | Thomas Langdon Grace, O.P. † | 1859-1884  |                                        |
| 1º                       | Joseph Crétin †              | 1850-1857  |                                        |
| Bispos-coadjutores       |                              |            |                                        |
|                          | John Ireland                 | 1875-1884  |                                        |
| Administrador Apostólico |                              |            |                                        |
|                          | Bernard Anthony Hebda        | 2015-2016  | Arcebispo-coadjutor de Newark          |